# Karlheinz Barck
Karlheinz (Carlo) Barck (* 28. November 1934 in Quedlinburg; † 30. September 2012 in Berlin) war ein deutscher Romanist.

## Leben
Karlheinz Barck studierte von 1953 bis 1958 an der Humboldt-Universität zu Berlin und seit 1960 an der Universität Rostock. Hier wurde Barck 1966 mit seiner Dissertation über José Ortega y Gasset promoviert. Anschließend ging er als Wissenschaftlicher Mitarbeiter an das Zentralinstitut für Literaturgeschichte der Akademie der Wissenschaften der DDR in Berlin, wo er bis 1992 tätig war. In dieser Zeit habilitierte er sich 1989 mit Studien zur Reflexionsgeschichte poetischer Imagination zwischen Aufklärung und Moderne. Barcks wissenschaftliche Schwerpunkte lagen in der Literaturgeschichte der spanischen und französischen Moderne, der Geschichte der Literaturwissenschaft und der Theorie ästhetischen Denkens. Ab 1992 war Barck Projektleiter am Berliner Zentrum für Literatur- und Kulturforschung tätig, das ihn zu seinem 70. Geburtstag mit einer Festschrift ehrte. Gastdozenturen führten ihn unter anderem nach Kanada und Brasilien. Barck lebte mit der Literaturwissenschaftlerin Simone Barck in Berlin-Mitte.
Als seine besondere Leistung gilt die Betreuung und Herausgabe des siebenbändigen Wörterbuchs Ästhetische Grundbegriffe. Seit 2017 vergibt das  ZfL den Carlo-Barck-Preis für eine herausragende Dissertation aus Literatur- und Kulturwissenschaften. Barcks Grab befindet sich auf dem Sophien-Friedhof in Berlin.

## Auszeichnungen und Ehrungen
- 1988: Werner Krauss-Medaille der Akademie der Wissenschaften der DDR
- 1990: Komtur des Ordens de Isabel la Católica

## Veröffentlichungen (Auswahl)
- José Ortega y Gasset, Ein Beitrag zum Problem der nationalen Selbsterkenntnis in Spanien 1898-1936 (Diss.), Rostock 1966
- Surrealismus in Paris 1919 – 1939 (Hrsg.), 2. Aufl., Leipzig 1990, ISBN 3-379-00594-0.
- Poesie und Imagination (Studien zur Reflexionsgeschichte poetischer Imagination zwischen Aufklärung und Moderne, Habilitation Berlin 1989), Stuttgart/Weimar 1993, ISBN 3-476-00947-5.
- Aisthesis: Wahrnehmung heute oder Perspektiven einer anderen Ästhetik (Hrsg.), 5. Aufl., Leipzig 1993, ISBN 3-379-00607-6.
- Arthur Rimbaud: Mein traurig Herz voll Tabaksaft (Gedichte französisch und deutsch, Hrsg. und mit einem Essay von Karlheinz Barck), Leipzig 2003, ISBN 3-379-20062-X.
- Ästhetische Grundbegriffe – historisches Wörterbuch in sieben Bänden (Hrsg.), Stuttgart/Weimar 2000–2005, ISBN 978-3-476-00913-5.